# Gerard Plunkett
Gerard Plunkett (ur. 14 sierpnia 1955 w Dublinie) – irlandzki aktor występujący w produkcjach amerykańskich i kanadyjskich.

## Kariera
Urodził się i dorastał w Dublinie w Irlandii. Ukończył Drimnagh Castle Secondary School. Swoją karierę rozpoczynał jako komik w kabarecie. Później wyprowadził się do Toronto, gdzie rozwijał swoje zdolności aktorskie w teatrze i komediach stand-up. Jego debiut jako Stephen Dedalus w przedstawieniu Jamesa Joyce’a Ulisses był punktem zwrotnym w jego karierze. W latach 2001–2002 wystąpił jako Henry Higgins w musicalu My Fair Lady w Stanley Theatre w Vancouver, za co został trzykrotnie nominowany najlepszym aktorem.
Wystąpił gościnnie w trzech najdłuższych północnoamerykańskich serialach science fiction: Z Archiwum X, Gwiezdne wrota i Tajemnice Smallville.

## Filmografia

### Filmy
- 1998: Ści(ą)gany jako sir Robert McKintyre
- 2000: 6-ty dzień jako technik
- 2001: Wyścig szczurów jako High Roller
- 2003: Ben-Hur: Opowieść o Chrystusie jako Poncjusz Piłat (głos)
- 2005: Podwójna gra jako Herbie
- 2006: Węże w samolocie jako Paul
- 2006: Przygoda na Antarktydzie jako dr Andy Harrison
- 2007: Straż nocna jako Engelen
- 2009: 2012 jako Isaacs – oficer MI6
- 2011: Sucker Punch jako ojczym
- 2014: Siódmy syn jako inkwizytor

### Seriale TV
- 1995: Nieśmiertelny jako James Bailey
- 1996: Dragon Ball Z jako Scarface (głos)
- 1996: Titanic jako czwarty oficer Joseph Boxhall
- 1996: Nieśmiertelny jako Roland Kantos
- 1997: Gwiezdne wrota jako Nem
- 1997: Gliniarz z dżungli jako Adam Latham
- 1997: Z Archiwum X jako dr Calderon
- 1998: Kochanie, zmniejszyłem dzieciaki
- 1998: Gwiezdne wrota jako wysoki radny Tuplo
- 1998: Kruk: Droga do nieba jako Doc Connell
- 1998: Nocny człowiek jako Jack
- 1998: Pierwsza fala jako Boyd
- 1999: Sabrina – głos
- 2001: Misja w czasie jako George Atzerodt
- 2001–2003: Andromeda jako Bloodmist
- 2004: Szpital „Królestwo” jako dr Richard Shwartzton
- 2005: Młodzi muszkieterowie jako doktor Maloraux
- 2005: Wybraniec smoka jako Armeggaddon (głos)
- 2006: Mistrzowie horroru jako dr Hauser
- 2007: Tajemnice Smallville  jako dr Donovan Jamison
- 2007: Intelligence jako Gordon Evans
- 2009: Uderzenie jako Terrence Young
- 2011: Chaos jako Gunther Voight
- 2011: Sanctuary jako Fordis
- 2011: Świry jako dr Elliot
- 2009–2012: Fringe: Na granicy światów jako senator James Van Horn
- 2012: Nie z tego świata jako Plutus
- 2013: Dochodzenie jako detektyw stanu Iowa
- 2018: DC’s Legends of Tomorrow jako wielebny Parsons